# عقود عمل مستمرة لحين إنهائها بإشعار
عقود العمل المستمرة هي مصطلح استثماري يعني التجارة بعقد معياري ثم شراء العقد باستحقاق أطول، للحفاظ على الوضع باستحقاق ثابت.

## الدافع
يريد الفرد استمرار العقد لأنه يفضل تاريخ استحقاق معين – على سبيل المثال، مبادلة الائتمان لمدة خمس سنوات الخاصة باسم محدد – بسبب أن السند الحالي أكثر سيولة من السندات القديمة.

## أمثلة
بخصوص سندات خزانة الولايات المتحدة، يمكن للفرد أن يرغب بامتلاك أجدد السندات المصدرة بتاريخ استحقاق محدد، وهي ما تسمى بالسند الحالي. ومن ثم إذا قام الفرد بشراء أذونات خزانة حالية لفترة 30 عاما والمزاد العلني أقيم يمكن للفرد بيع الأذونات السابقة وشراء أذونات خزانة جديدة.
وبالنسبة للعقود التي تنتهي فترة استحقاقها في نهاية كل ربع بالعام، هناك تداول كبير خلال فترة استحقاقها حيث تستمر العقود.

## تكدس مؤشر التجديد
عندما يكون للمؤشر سياسة لاستمرار العقود ليوم معين أو فترة محددة ، تعد إستراتيجية التداول هي الاستمرار في مقدمة المؤشر، تحسباً لحجمها التجاري. وهذا يشار إليه تكدس مؤشر التجديد أو ازدراء، أو انتزاع.